# Lattes

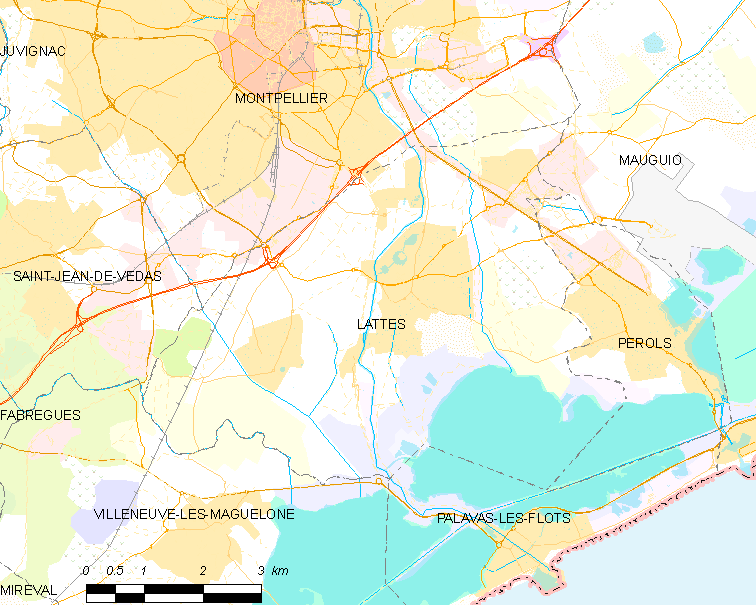
Mapa

 Lattes  (en occitano Latas) es una población y comuna francesa, situada en la región de Occitania, departamento de Hérault, en el distrito de Montpellier. Es el chef-lieu y mayor población del cantón de Lattes.

## Demografía
| 315                       | 204 | 209 | 307 | 363 | 320 | 331 | 367 | 385 | 403 | 409 | 450 | 405 | 440 | 463 | 521 | 653 | 773 | 780 | 938 | 960 | 1 000 | 1 128 | 1 260 | 1 243 | 1 241 | 1 297 | 1 488 | 2 379 | 3 963 | 8 154 | 10 203 | 13 768 | 16 319 | 15 963 |
| (Fuente: INSEE y Cassini) |     |     |     |     |     |     |     |     |     |     |     |     |     |     |     |     |     |     |     |     |       |       |       |       |       |       |       |       |       |       |        |        |        |        |

## Historia
Esta población debe su nombre a la antigua Lattara, ciudad galorromana (s.VI a. C. - s. II d. C.). Actualmente se desarrolla un importante proyecto arqueológico[1] en dicha población, dirigido por el CNRS de Francia. Dicho proyecto arqueológico ha tenido y tiene un peso muy importante en el mundo de la arqueología ya que en su marco se han desarrollado gran parte de las metodologías de análisis e investigación más modernas aplicadas a la arqueología tales como el muestreo sistemático, la paleocarpología, la palinología, la antracología, la paleofauna, la tipología en ceramología o sistemas informáticos e infografía entre otros.